# Lucien Favre
Lucien Favre (Saint-Barthélemy, 2 de novembro de 1957), é um ex-futebolista e treinador de futebol suíço. Atualmente está sem clube.

## Carreira
Iniciou sua carreira no ano de 1991 no clube suíço FC Echallens treinando a equipe de juniores. Logo após subiu para a equipe principal conquistando no ano de 1994 seu primeiro título. Depois, Favre acabou dirigindo outros clubes menores da suíça até chegar ao comando do Zürich conquistando no clube alguns títulos nacionais.
Em 2007 assinou contrato com o Hertha BSC por onde ficou por três anos e depois se transferir para o Borussia Mönchengladbach. Dirigiu a equipe até setembro de 2015, quando, após 5 derrotas seguidas na Bundesliga e uma derrota na Liga dos Campeões, pediu demissão. Ficou em Mönchengladbach por seis temporadas até ser transferido para o Nice da França. Em sua primeira temporada, o Nice terminou em 3º e se classificou para a Liga dos Campeões, sua melhor posição na liga em décadas.
Em 22 de maio de 2018, Lucien Favre foi nomeado treinador do Borussia Dortmund, em contrato até junho de 2020. Em junho de 2019, teve seu contrato estendido até 2021.
Em 13 de dezembro de 2020, foi demitido após a derrota amarga por 5-1 para o Stuttgart. Ao todo, Favre comandou o clube por três temporadas, tendo acumulado 68 vitorias, 17 empates e 25 derrotas.

## Títulos
Echallens
- Nationalliga B: 1993–94

Yverdon Sport
- Nationalliga A: 1998–99

Servette
- Copa da Suíça: 2000–01

Zürich
- Campeonato Suíço: 2005–06 e 2006–07
- Copa da Suíça: 2004–05

Borussia Dortmund
- Supercopa da Alemanha: 2019